# Odontocolon dichroum
Odontocolon dichroum är en stekelart som först beskrevs av Sievert Allen Rohwer 1913.  Odontocolon dichroum ingår i släktet Odontocolon och familjen brokparasitsteklar. Inga underarter finns listade i Catalogue of Life.